# Hrabstwo Putnam (Wirginia Zachodnia)
Hrabstwo Putnam (ang. Putnam County) – hrabstwo w stanie Wirginia Zachodnia w Stanach Zjednoczonych. Obszar całkowity hrabstwa obejmuje powierzchnię 350,40 mil² (907,53 km²). Według szacunków United States Census Bureau w roku 2010 miało 55 486 mieszkańców.
Hrabstwo powstało w 1848 roku. 

## Miasta
- Bancroft
- Buffalo
- Eleanor
- Hurricane
- Poca
- Winfield[4]

## CDP
- Hometown
- Teays Valley[4]

| Populacja hrabstwa w poprzednich latach | Populacja hrabstwa w poprzednich latach |
| Rok                                     | Liczba ludności                         |
| --------------------------------------- | --------------------------------------- |
| 1980                                    | 36 754                                  |
| 1990                                    | 42 835                                  |
| 2000                                    | 51 589                                  |
| 2010                                    | 55 486                                  |